# Zlín Z-42
De Zlín Z-42 is een Tsjechoslowaaks les-, aerobatiek- en sportvliegtuig gebouwd door Moravan. De Z-42 vloog voor het eerst op 17 oktober 1967. De Z-42 is een verdere ontwikkeling op de Z-41. Zo’n 250 Z-42’s zijn er gebouwd.

## Versies
- Z-42: Originele versie, uitgerust met een Avia M 137A motor.
- Z-42D: Verbeterde versie van de Z-42, na de Z-42MU gekomen.
- Z-42L: Versie aangepast voor de Westerse markt uit 1971, uitgerust met een Lycoming AIO-320-B1B motor.
- Z-42M: Verbeterde versie van de Z-42, met onder andere een herziene staartsectie, uitgerust met een Avia M 137AZ motor.
- Z-42MU: Verbeterde versie van de Z-42M, met een nieuwe propeller.
- Z-142: Versie uitgerust met een M 337 motor.
- Z-242: Versie uitgerust met een AEIO-360-A1B6.

## Specificaties
- Bemanning: 1 à 2, de piloot en een instructeur (optioneel)
- Capaciteit: Tot 1 passagier
- Lengte: 7,07 m
- Spanwijdte: 9,11 m
- Hoogte: 2,69 m
- Vleugeloppervlak: 13,15 m2
- Leeggewicht: 600 kg
- Max. startgewicht: 920 kg
- Motor: 1× Avia M 137A 6-cilinder, 134 kW (180 pk)
- Maximumsnelheid: 230 km/h
- Kruissnelheid: 200 km/h
- Vliegbereik: 650 km
- Plafond: 5 500 m
- Klimsnelheid: 5,0 m/s

## Gebruikers

### Militaire gebruikers
- Algerije
- Angola
- Egypte
- Jemen
- Kroatië – gebruikt 5 Z-242’s
- Macedonië
- Mexico – gebruikt 9 Z-242’s
- Peru
- Slovenië
- Tsjechië – 8 Z-142C-AF's voor vliegtraining, gevlogen en onderhouden door LOM Praha[1]

### Militante groeperingen
- Tamil Tijgers

### Voormalige militaire gebruikers
- Bulgarije – Z-42’s
- DDR – Z-42’s